# Apologetiek
Apologetiek (Grieks: απολογία, apologia, verdediging, verontschuldiging) is het verdedigen van levensbeschouwelijke, vaak religieuze, standpunten door middel van redenering. Apologetiek kan naast de verdediging van het geloof ook de theologische onderbouwing aanduiden van geloofsverdediging en de geschriften waarin geloofsverdediging voorkomt.

## Christelijke apologetiek
De christelijke apologetiek verdedigt de leer die uit de natuur en de Schrift verkregen zou kunnen worden. Het wil een aanvulling, bevestiging van de kennis van God uit de Schrift vormen.

## Islamitische apologetiek
Ook binnen de islam is er sprake van apologetiek. Vooral rondom jihad is apologetiek veelvoorkomend. Zo is sprake van apologetiek als jihad wordt gezien als het verspreiden van de waarheid, in tegenstelling tot de gewapende jihad. Hierbij is het onderscheid tussen defensieve jihad en offensieve jihad van belang. Aangezien beide concepten bestaan binnen de islam, kan worden gesteld dat de verdediger van de defensieve jihad als ware vorm van jihad een apologetische keuze maakt. Een voorbeeld van een geleerde die geweld niet als onderdeel zag van de islam is Abul 'Ala Maududi. Een andere islamitische apologeet is Mohammed Rashid Ridha.